# Mieczysław Staniewski

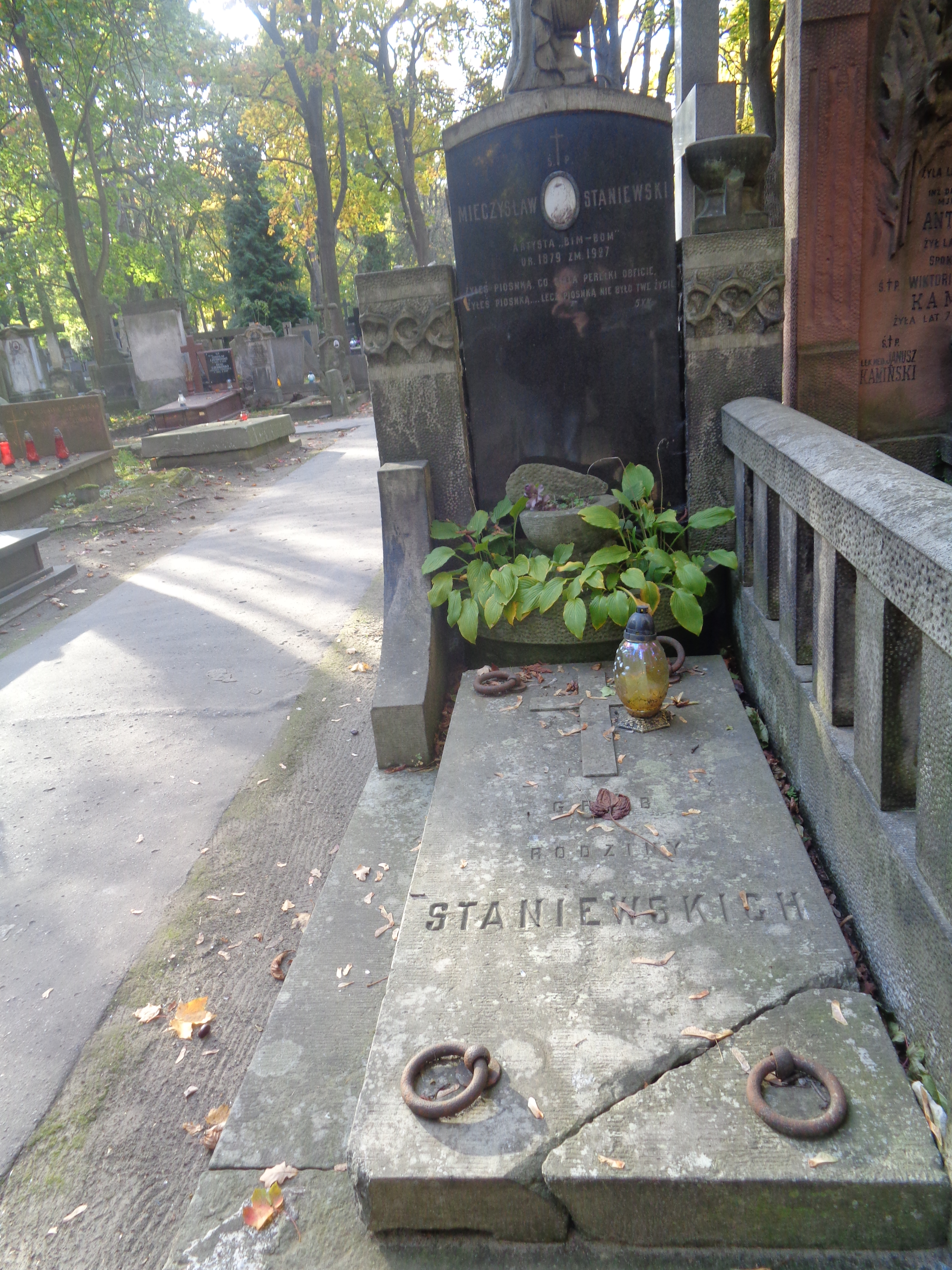
Grób Mieczysława Staniewskiego na cmentarzu Powązkowskim

Mieczysław Staniewski (ur. 28 maja 1879, zm. 1 maja 1927 w Warszawie) – artysta cyrkowy, klaun.

## Życiorys
Syn Antoniego Staniewskiego i Anny z d. Szulc. Występy na scenie rozpoczął w wieku 13 lat w zespole braci Dąbrowskich. W latach 90. XIX w. pod pseudonimem Gambetta występował w cyrkach jako klaun-parodysta, w czasie swoich występów grał i śpiewał. Po tragicznej śmierci Feliksa Kortezi w 1897 rozpoczął współpracę z Iwanem Raduńskim w duecie Bim-Bom. Jego kostium sceniczny składał się ze smokingu, cylindra i przypiętej do klapy ogromnej chryzantemy. W czasie swoich występów śpiewał kuplety. Duet cieszył się ogromną popularnością zarówno wśród polskiej, jak i rosyjskiej publiczności. W latach 1901-1904 duet Bim-Bom występował na scenach Paryża, Berlina, Pragi i Budapesztu. Oprócz występów na scenie duet zaczął nagrywać płyty dla wytwórni Syrena Records. W 1920 Staniewski osiadł w Warszawie i rozpoczął współpracę z cyrkiem Stanisława Mroczkowskiego. Wkrótce założył własny cyrk, wraz z bratem Bronisławem. Duet z Raduńskim odrodził się w 1922, kiedy ten ostatni przyjechał do Warszawy. Po powrocie Raduńskiego do Rosji, jego miejsce zajął syn Staniewskiego, Eugeniusz. Mieczysław Staniewski zmarł w 1927, został pochowany na cmentarzu Powązkowskim (kwatera 237-3-30).